# アースニック・アンド・アント・メイ
アースニック・アンド・アント・メイ（Arsenic and Aunt May）は、1982年2月6日にアメリカ合衆国で放送されたスパイダーマンのエピソード。日本では未放送。

## ストーリー
騒がしき夜に、スパイダーマンは警察と協力してキャットバグラーを捕まえる。それからキャットバグラーは、刑務所でカメレオンと暮らすことになる。バグラーは、スパイダーマンの秘密をカメレオンに明かす。バグラーのいとこがベンおじさんを銃殺した後、スパイダーマンは悪と戦うヒーローになった。ピーター・パーカーがスパイダーマンの写真を上手く撮っていることを疑問に思ったカメレオンは、スパイダーマンを捕まえるために変装を使い、コリーンと一緒にメイ・パーカーを騙そうとネックレスを受け渡す。ベンの幻は、自分が死んだのはスパイダーマンのせいだと訴え、それを聞いた叔母のメイは、スパイダーマンを殺害しようと目論む。牛乳に毒を入れて飲ませたり、自由の女神の屋上で襲ったりも失敗ばかり。そこでメイは、お店で「人を気絶させるガス」を買い、スパイダーマンを捕まえようと気絶させる。しかし気絶したのはスパイダーマンに扮したカメレオンで、スパイダーマンはスパイダートレーサー（スパイレーダー）で後からやってきた。こうしてメイおばさんを信じ込ませた原因が砒素が入ったネックレスだったことが分かり、カメレオンとコリーンは再び刑務所に入れられることになった。

## キャスト
| キャラクター                      | 担当声優                          |
| --------------------------------- | --------------------------------- |
| ピーター・パーカー/スパイダーマン | テッド・シュワルツ                |
| メイおばさん                      | モーガン・ロフティング            |
| ベンおじさん                      | ポール・ウィンチェル              |
| カメレオン                        | ジョン・H・メイヤー               |
| コリーン                          | リンダ・ゲイリー リン・ジョンソン |
| キャットバグラー                  | ロン・ファインバーグ              |
| バグラーのいとこ                  | 不明                              |
| 司会者                            | 不明                              |
| 巡査                              | 不明                              |

## 備考
- キャットバグラーが語る『スパイダーマンの秘密』にある「スパイダーマンに見つかって強盗が脱走するシーン」では、アメイジング・スパイダーマン原作の「スパイダーマンの誕生」を引用している。このシーンは、スパイダーマン&アメイジング・フレンズのエピソード「スパイダーマン引退!?」でも流用された。